# Baie de Goro
La baie de Goro est une baie de Nouvelle-Calédonie.

## Géographie
Située à environ 1 h 30 de Nouméa, la baie est réputée pour ses sports de plongée et ses champignons coralliens.

## Histoire
Elle a été cartographiée par Léon Chambeyron. 